# Solvang-E-Klasse
Die E-Klasse ist eine Klasse von vier Flüssiggastankern der norwegischen Reederei Solvang. Die Clipper Eris als einer der vier Tanker ist das erste Frachtschiff, das mit einem System zur CO2-Abscheidung ausgestattet wurde.

## Geschichte

### Bau und Betrieb
Die Flüssiggastanker wurden im März 2017 bei der südkoreanischen Werft Hyundai Mipo Dockyard bestellt und 2019 abgeliefert. Die Tanker werden von der norwegischen Reederei Solvang unter norwegischer Flagge mit Heimathafen Stavanger betrieben.

### System zur CO2-Abscheidung
Die Clipper Eris wurde 2024/25 in Singapur bei der Seatrium-Werft mit einem Abgasreinigungssystem, das das Treibhausgas Kohlenstoffdioxid zu einem großen Teil aus dem Abgas entfernt, nachgerüstet. Das System wurde zuvor in einem Modell an Land getestet. Kohlenstoffdioxid wird mittels Aminwäsche aus dem Abgas gewaschen. Durch Erhitzen wird das abgetrennte Kohlenstoffdioxid wieder freigesetzt, danach verflüssigt und in Tanks an Deck des Schiffes gelagert, um später in geologischen Schichten gespeichert oder für industrielle Zwecke weiterverwendet zu werden. Das System, das sich noch in der Testphase befindet, wurde von dem norwegischen Staatsunternehmen Enova gefördert.
Die Schiffe der Klasse nutzen Schweröl als Treibstoff. Laut Energy Efficiency Design Index stoßen sie pro Seemeile und Tonne Schiffsmasse 10,7 g Kohlenstoffdioxid aus. Mit dem neuen System sollen bis zu 70 % der Treibhausgase aus dem Abgas entfernt werden. Edvin Endresen, der CEO der Reederei Solvang, hält diese Methode für die vielversprechendste, um die Dekarbonisierung der Schifffahrt zu realisieren.

## Technische Daten und Ausstattung
Die Tanker werden von einem von Hyundai Heavy Industries in Lizenz gebauten MAN-Dieselmotor des Typs 6S50ME-C8.5 mit 7100 kW Leistung angetrieben. Für die Stromerzeugung stehen drei von Hyundai-Himsen-Dieselmotoren des Typs 8H21/32 mit jeweils 1400 kW Leistung angetriebene Generatoren zur Verfügung. Weiterhin wurde ein von einem Cummins-Dieselmotor mit 120 kW Leistung angetriebener Notgenerator verbaut.
Die Antriebsmotoren sind mit Gaswäschern zur Reduktion von Schwefeldioxidemissionen und einer Abgasrückführung zur Reduktion der Stickoxidemissionen, die Motoren zum Antrieb der Generatoren mit Katalysatoren zur Reduktion der Stickoxidemissionen ausgestattet. Die Clipper Eos wurde 2023 zusätzlich mit einem Elektrofilter nachgerüstet, mit dem Partikel aus dem Abgasstrom abgeschieden werden sollen.
Die Schiffe sind mit drei Ladungstanks ausgestattet, die auf bis zu −104° C heruntergekühlt werden können. Der maximale Druck in den Tanks beträgt 3,9 bar. Im Mittschiffsbereich sind auf beiden Seiten Manifolds für die Be- und Entladung der Schiffe installiert. Hier befindet sich auch ein Kran für die Schlauchübernahme, der bei maximaler Auslage 5 t heben kann.

## Schiffe
| E-Klasse       | E-Klasse  | E-Klasse   | E-Klasse                                         | E-Klasse                   |
| Bauname        | Baunummer | IMO-Nummer | Kiellegung Stapellauf Ablieferung                | Umbenennungen und Verbleib |
| -------------- | --------- | ---------- | ------------------------------------------------ | -------------------------- |
| Clipper Eos    | 8258      | 9827205    | 16. Juli 2018 21. September 2018 31. Januar 2019 | -                          |
| Clipper Enyo   | 8259      | 9827217    | 10. Oktober 2018 7. Dezember 2018 30. April 2019 | -                          |
| Clipper Eirene | 8260      | 9834715    | 23. November 2018 25. Januar 2019 29. Mai 2019   | -                          |
| Clipper Eris   | 8261      | 9834727    | 1. April 2019 29. Mai 2019 18. September 2019    | -                          |